# Niedersächsisches Ministerium für Wissenschaft und Kultur

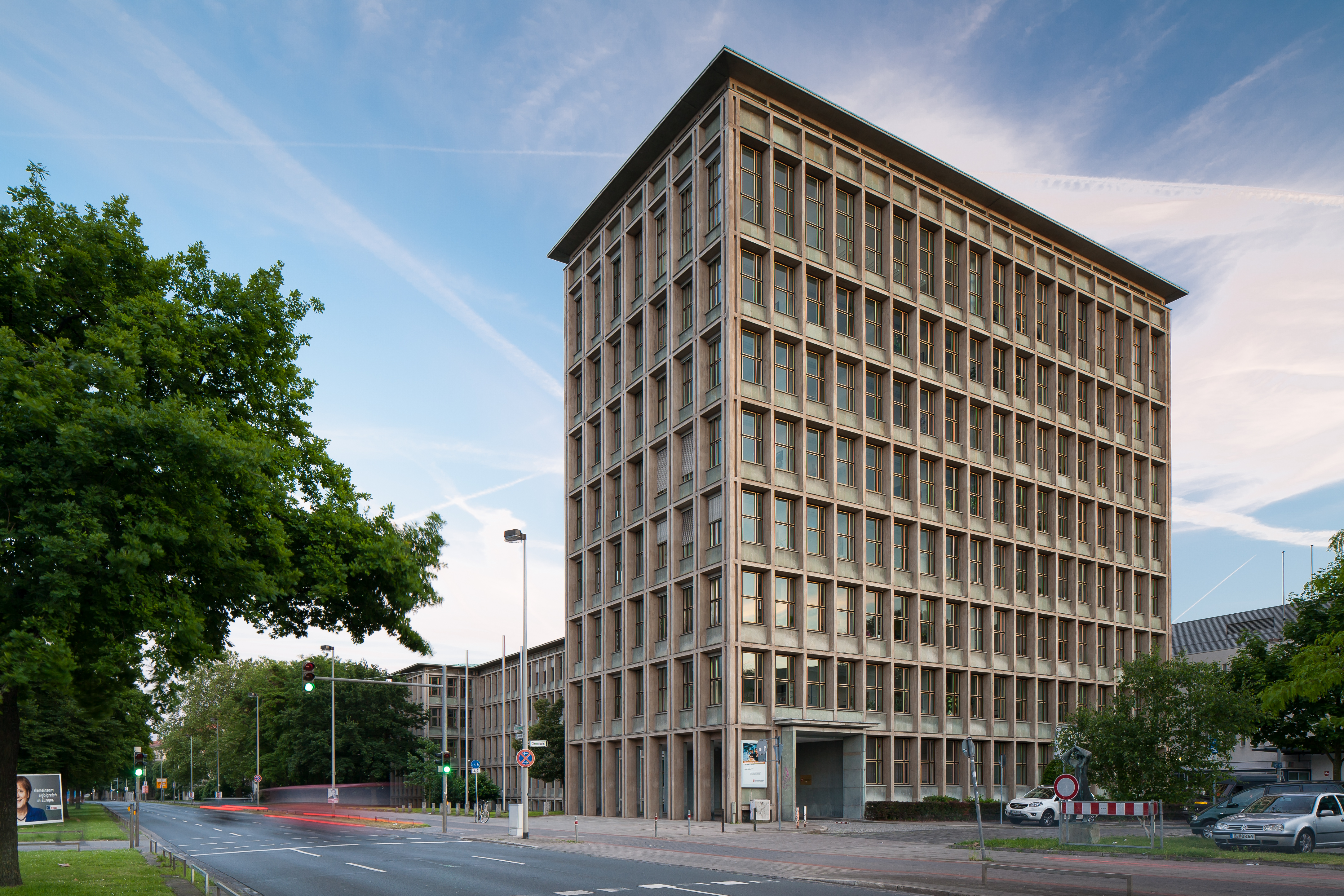
Sitz des Ministeriums im ehemaligen Verwaltungsgebäude der Preussag

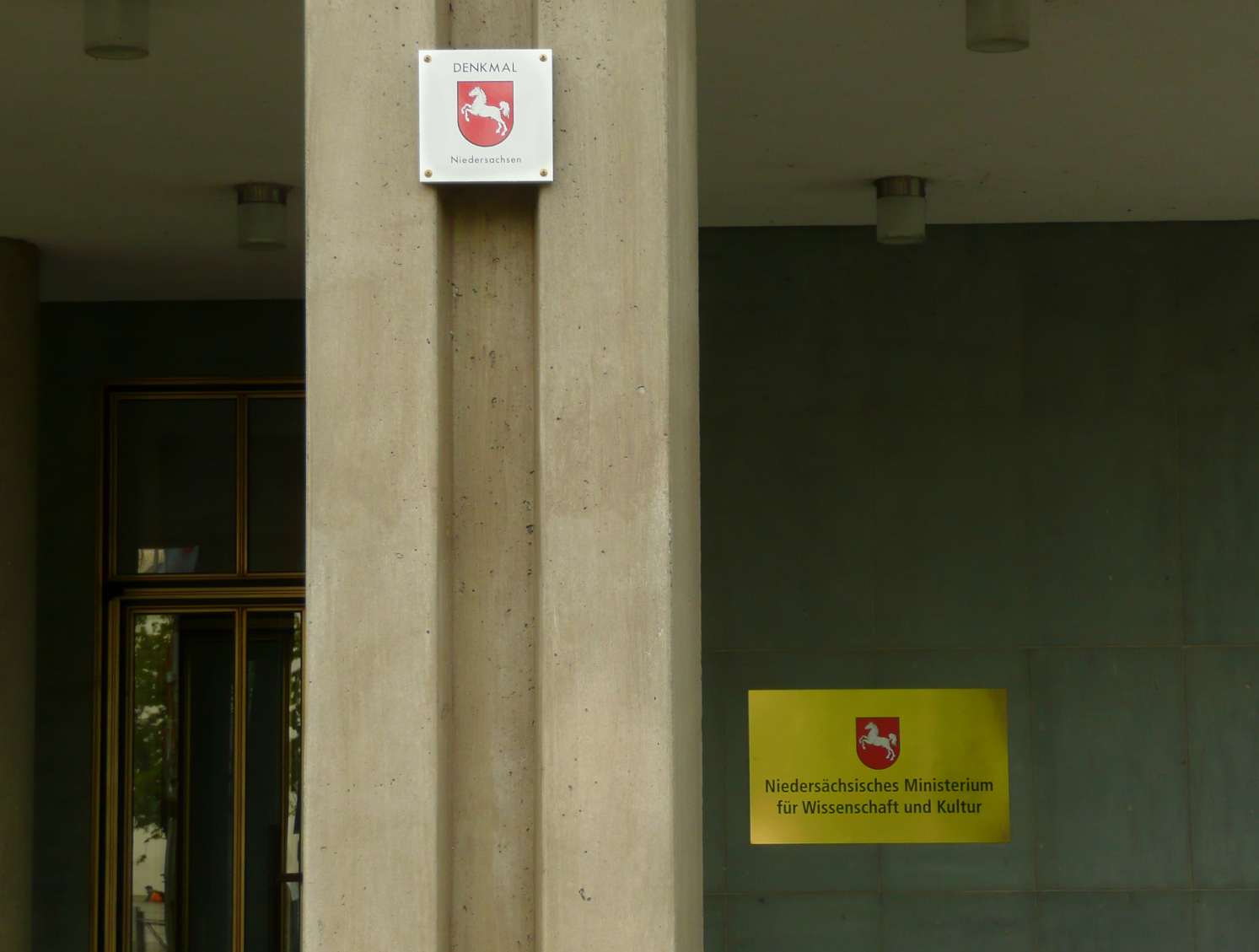
Denkmalplakette am Eingang des Ministeriums

Das Niedersächsische Ministerium für Wissenschaft und Kultur ist eines von zehn Ministerien des Landes Niedersachsen. Es ging 1974 als Niedersächsisches Ministerium für Wissenschaft und Kunst aus dem Geschäftsbereich des Niedersächsischen Kultusministeriums hervor und wurde im Jahr 1990 in Niedersächsisches Ministerium für Wissenschaft und Kultur umbenannt.
Seit dem 8. November 2022 wird das Ministerium von Falko Mohrs (SPD) geleitet. Staatssekretär ist Joachim Schachtner. Eine vollständige Auflistung der bisherigen Minister für Wissenschaft findet sich unter Liste der Wissenschaftsminister von Niedersachsen.

## Sitz
Das Ministerium hat seinen Sitz in der niedersächsischen Landeshauptstadt Hannover. Seit 1989 ist es im früheren Verwaltungsgebäude der Preussag  am Leibnizufer untergebracht, das 1953 nach den Plänen von Gerhard Graubner errichtet wurde. Das Gebäude  ist ein Beton-Skelett-Rasterbau mit einem achtstöckigen Hochhaus und zwei vierstöckigen Längstrakten. Bei seiner Entstehung galt es als moderne Konstruktion mit einem Ansatz zur neuen städtebaulichen Raumbildung. Dafür sorgen die noch vorhandenen Leichtmetall-Fensterrahmen mit schwarz-goldener Eloxierung, was zur Bauentstehung in den 1950ern als sehr edel galt. Inzwischen steht das  Gebäude unter Denkmalschutz.

## Aufgaben
Das Ministerium ist für die kulturellen und wissenschaftlichen Angelegenheiten des Landes Niedersachsen zuständig. Dazu gehört die Aufsicht und Förderung der Universitäten, Hochschulen und Fachhochschulen. Daneben organisiert es die Erwachsenen- und Weiterbildung.

## Organisation
Das Ministerium ist neben dem Ministerbüro und der Pressestelle in drei Abteilungen und eine Referatsgruppe gegliedert:
- Abteilung 1: Forschung, Innovation, Europa
- Abteilung 2: Hochschulen
- Abteilung 3: Kultur, Erwachsenenbildung
- Abteilung 4: Zentrale Dienste, Justiziariat und Bauangelegenheiten